# Avenionia
Avenionia is een geslacht van weekdieren uit de klasse van de Gastropoda (slakken).

## Soorten
- Avenionia berenguieri (Bourguignat, 1882)
- Avenionia brevis (Draparnaud, 1805)